# Richie Basoski
Richie Basoski (Rotterdam, 10 april 1987) is een Nederlands voetballer die als aanvaller voor RBC Roosendaal speelde.

## Carrière
Richie Basoski speelde in de jeugd van BVV Barendrecht, waar hij in 2005 vertrok om bij RBC Roosendaal te gaan spelen. Hier debuteerde hij op 20 augustus 2005, in de met 0-2 verloren thuiswedstrijd tegen AFC Ajax. Hij kwam in de 71e minuut in het veld voor het Björn Daelemans. Basoski speelde vier wedstrijden in zijn eerste seizoen voor RBC, maar na de degradatie naar de Eerste divisie kwam hij niet meer in actie voor RBC. Zodoende vertrok hij naar VV Baronie, waar hij een seizoen speelde. Hierna speelde hij voor Kozakken Boys en BVV Barendrecht, SV Heinenoord, VV Zwaluwen en VV Lyra.

### Statistieken
| Seizoen                   | Club            | Land           | Competitie         | Competitie | Competitie | Beker | Beker | Totaal | Totaal |
| Seizoen                   | Club            | Land           | Competitie         | Wed.       | Dlp.       | Wed.  | Dlp.  | Wed.   | Dlp.   |
| ------------------------- | --------------- | -------------- | ------------------ | ---------- | ---------- | ----- | ----- | ------ | ------ |
| 2005/06                   | RBC Roosendaal  | Nederland      | Eredivisie         | 4          | 0          | 0     | 0     | 4      | 0      |
| 2006/07                   | RBC Roosendaal  | Nederland      | Eerste divisie     | 0          | 0          | 0     | 0     | 0      | 0      |
| 2012/13                   | Kozakken Boys   | Nederland      | Topklasse Zaterdag | 29         | 4          | 2     | 1     | 31     | 5      |
| 2013/14                   | Kozakken Boys   | Nederland      | Topklasse Zaterdag | 29         | 4          | 2     | 1     | 31     | 5      |
| 2014/15                   | Kozakken Boys   | Nederland      | Topklasse Zaterdag | 28         | 4          | 2     | 0     | 30     | 4      |
| 2015/16                   | BVV Barendrecht | Nederland      | Topklasse Zaterdag | 29         | 4          | 1     | 0     | 30     | 4      |
| 2016/17                   | BVV Barendrecht | Nederland      | Tweede divisie     | 27         | 3          | 1     | 0     | 28     | 3      |
| Carrièretotaal            | Carrièretotaal  | Carrièretotaal | Carrièretotaal     | 146        | 19         | 8     | 2     | 154    | 21     |
| Bijgewerkt op 9 juni 2018 |                 |                |                    |            |            |       |       |        |        |